# 연속 TV 소설 작품 목록
연속 TV 소설 작품 목록에서는, 지금까지 방송된 NHK 아침 연속 TV 소설의 작품을 정리했다.

## 작품 목록
- ☆은 실존 인물이거나 실존하는 인물을 모티브한 인물이고, (원)은 원작자를 모티브한 인물이다.
- 역대 45%를 초과한 시청률은 빨간색, 20% 미만의 시청률은 파란색
- 간사이 시청률은 보라색

### 2000년대 이전

#### 1960년대
| - | 제목                                 | 방영기간 (첫방/종방) | 방영기간 (첫방/종방) | 극 중 배경                  | 제작 방송국 | 원작                                | 극본                            | 주인공                        | 주인공                              | 시청률(간토) | 시청률(간토) |
| - | 제목                                 | 방영기간 (첫방/종방) | 방영기간 (첫방/종방) | 극 중 배경                  | 제작 방송국 | 원작                                | 극본                            | 배우                          | 배역                                | 최고         | 평균         |
| - | ------------------------------------ | -------------------- | -------------------- | --------------------------- | ----------- | ----------------------------------- | ------------------------------- | ----------------------------- | ----------------------------------- | ------------ | ------------ |
| 1 | 딸과 나 (娘と私)                     | 1961년 4월 3일       | 1961년 4월 3일       | 도쿄도                      | 도쿄        | 시시 분로쿠 (獅子 文六)             | 야마시타 요시이치 (山下 与志一) | 기타자와 효 (北澤 彪)         | 나                                  | -            | -            |
| 1 | 딸과 나 (娘と私)                     | 1962년 3월 30일      |                      | 도쿄도                      | 도쿄        | 시시 분로쿠 (獅子 文六)             | 야마시타 요시이치 (山下 与志一) | 기타자와 효 (北澤 彪)         | 나                                  | -            | -            |
| 2 | 내일의 바람 (あしたの風)             | 1962년 4월 2일       | 1962년 4월 2일       | 가가와현 쇼도섬             | 도쿄        | 쓰바사 사카에 (壺井 栄)             | 야마시타 요시이치 (山下 与志一) | 와타나베 후미코 (渡辺 富美子) | 야스에 (安江)                       | -            | -            |
| 2 | 내일의 바람 (あしたの風)             | 1963년 3월 30일      |                      | 가가와현 쇼도섬             | 도쿄        | 쓰바사 사카에 (壺井 栄)             | 야마시타 요시이치 (山下 与志一) | 와타나베 후미코 (渡辺 富美子) | 야스에 (安江)                       | -            | -            |
| 3 | 새벽녘 (あかつき)                    | 1963년 4월 1일       | 1963년 4월 1일       | 도쿄 도                     | 도쿄        | 무샤노코지 사네아쓰 (武者小路 実篤) | 야마시타 요시이치 (山下 与志一) | 사부리 신 (佐分利 信)         | 사다 쇼노스케 (佐田 正之助)         | -            | -            |
| 3 | 새벽녘 (あかつき)                    | 1964년 4월 4일       |                      | 도쿄 도                     | 도쿄        | 무샤노코지 사네아쓰 (武者小路 実篤) | 야마시타 요시이치 (山下 与志一) | 사부리 신 (佐分利 信)         | 사다 쇼노스케 (佐田 正之助)         | -            | -            |
| 4 | 우즈시오 (うず潮)                    | 1964년 4월 6일       | 1964년 4월 6일       | 히로시마현 도쿄 도 나가노현 | 오사카      | 하야시 후미코 (林 芙美子)           | 다나카 스미에 (田中 澄江)       | 하야시 미치코 (林 美智子)     | 하야시 후미코 (林 フミ子) <☆, (원)> | 47.8%        | 30.2%        |
| 4 | 우즈시오 (うず潮)                    | 1965년 4월 3일       |                      | 히로시마현 도쿄 도 나가노현 | 오사카      | 하야시 후미코 (林 芙美子)           | 다나카 스미에 (田中 澄江)       | 하야시 미치코 (林 美智子)     | 하야시 후미코 (林 フミ子) <☆, (원)> | 47.8%        | 30.2%        |
| 5 | 타마유라 (たまゆら)                  | 1965년 4월 5일       | 1965년 4월 5일       | 미야자키현                  | 도쿄        | 가와바타 야스나리                   | 야마다 유타카 (山田 豊)         | 류 지슈                       | 나오키 요시히코 (直木 良彦)         | 44.7%        | 33.6%        |
| 5 | 타마유라 (たまゆら)                  | 1966년 4월 2일       | 1966년 4월 2일       | 미야자키현                  | 도쿄        | 가와바타 야스나리                   | 오자키 하지메 (尾崎 甫)         | 류 지슈                       | 나오키 요시히코 (直木 良彦)         | 44.7%        | 33.6%        |
| 6 | 오하나항 (おはなはん)                | 1966년 4월 4일       | 1966년 4월 4일       | 에히메현 오즈 시 도쿄 도    | 도쿄        | 하야시 겐이치 (林 謙一)             | 오노다 이사무 (小野田 勇)       | 가시야마 후미에 (樫山 文枝)   | 아사오 하나 (浅尾 はな)             | 56.4%        | 45.8%        |
| 6 | 오하나항 (おはなはん)                | 1967년 4월 1일       |                      | 에히메현 오즈 시 도쿄 도    | 도쿄        | 하야시 겐이치 (林 謙一)             | 오노다 이사무 (小野田 勇)       | 가시야마 후미에 (樫山 文枝)   | 아사오 하나 (浅尾 はな)             | 56.4%        | 45.8%        |
| 7 | 여로 (旅路)                          | 1967년 4월 3일       | 1967년 4월 3일       | 미에현 오와세 시 홋카이도   | 도쿄        | 히라이와 유미에 (平岩 弓枝)         | 히라이와 유미에 (平岩 弓枝)     | 요코우치 다다시 (横内 正)     | 무로후시 유이치로 (室伏 雄一郎)     | 56.9%        | 45.8%        |
| 7 | 여로 (旅路)                          | 1968년 3월 30일      | 1968년 3월 30일      | 미에현 오와세 시 홋카이도   | 도쿄        | 히라이와 유미에 (平岩 弓枝)         | 히라이와 유미에 (平岩 弓枝)     | 히이로 도모에 (日色 ともゑ)   | 무로후시 유리 (室伏 有里)           | 56.9%        | 45.8%        |
| 8 | 내일이야 말로 (あしたこそ)           | 1968년 4월 1일       | 1968년 4월 1일       | 도쿄 도                     | 도쿄        | 모리무라 가쓰라 (森村 桂)           | 하시다 스가코                   | 후지다 유미코 (藤田 弓子)     | 고하라 세쓰코 (香原 摂子)           | 55.5%        | 44.9%        |
| 8 | 내일이야 말로 (あしたこそ)           | 1969년 4월 5일       | 1969년 4월 5일       | 도쿄 도                     | 도쿄        | 모리무라 가쓰라 (森村 桂)           | 나카자와 쇼지 (中沢 昭二)       | 후지다 유미코 (藤田 弓子)     | 고하라 세쓰코 (香原 摂子)           | 55.5%        | 44.9%        |
| 9 | 노부코와 할머니 (信子とおばあちゃん) | 1969년 4월 7일       | 1969년 4월 7일       | 사가현 가라쓰시             | 도쿄        | 시시 분로쿠 (獅子 文六)             | 이데 도시로 (井手 俊郎)         | 오타니 나오코                 | 고미야마 노부코 (小宮山 信子)       | 46.8%        | 37.8%        |
| 9 | 노부코와 할머니 (信子とおばあちゃん) | 1970년 4월 4일       |                      | 사가현 가라쓰시             | 도쿄        | 시시 분로쿠 (獅子 文六)             | 이데 도시로 (井手 俊郎)         | 오타니 나오코                 | 고미야마 노부코 (小宮山 信子)       | 46.8%        | 37.8%        |

#### 1970년대 초반
| -  | 제목                         | 방영기간 (첫방/종방) | 방영기간 (첫방/종방) | 극 중 배경                                                                               | 제작 방송국 | 원작                        | 극본                        | 주인공                           | 주인공                                              | 시청률(간토) | 시청률(간토) |
| -  | 제목                         | 방영기간 (첫방/종방) | 방영기간 (첫방/종방) | 극 중 배경                                                                               | 제작 방송국 | 원작                        | 극본                        | 배우                             | 배역                                                | 최고         | 평균         |
| -- | ---------------------------- | -------------------- | -------------------- | ---------------------------------------------------------------------------------------- | ----------- | --------------------------- | --------------------------- | -------------------------------- | --------------------------------------------------- | ------------ | ------------ |
| 10 | 무지개 (虹)                  | 1970년 4월 6일       | 1970년 4월 6일       | 돗토리현                                                                                 | 도쿄        | 다나카 스미에 (田中 澄江)   | 다나카 스미에 (田中 澄江)   | 미나미다 요코 (南田 洋子)        | 미타니 가나코 (三谷 かな子)                         | 48.8%        | 37.9%        |
| 10 | 무지개 (虹)                  | 1971년 4월 3일       |                      | 돗토리현                                                                                 | 도쿄        | 다나카 스미에 (田中 澄江)   | 다나카 스미에 (田中 澄江)   | 미나미다 요코 (南田 洋子)        | 미타니 가나코 (三谷 かな子)                         | 48.8%        | 37.9%        |
| 11 | 마유코 혼자 (繭子ひとり)     | 1971년 4월 5일       | 1971년 4월 5일       | 아오모리현 산노헤 정 아오모리 현 하치노헤 시 도쿄 도 히로시마 현 미야자키 현 이시카와현  | 도쿄        | 미우라 데쓰로 (三浦 哲郎)   | 다카하시 겐요 (高橋 玄洋)   | 야마구치 가린 (山口 果林)        | 가노 마유코 (加野 繭子)                             | 55.2%        | 47.4%        |
| 11 | 마유코 혼자 (繭子ひとり)     | 1972년 4월 1일       |                      | 아오모리현 산노헤 정 아오모리 현 하치노헤 시 도쿄 도 히로시마 현 미야자키 현 이시카와현  | 도쿄        | 미우라 데쓰로 (三浦 哲郎)   | 다카하시 겐요 (高橋 玄洋)   | 야마구치 가린 (山口 果林)        | 가노 마유코 (加野 繭子)                             | 55.2%        | 47.4%        |
| 12 | 쪽빛보다 푸르게 (藍より青く) | 1972년 4월 3일       | 1972년 4월 3일       | 구마모토현 우시부카 시                                                                   | 도쿄        | 야마다 다이치 (山田 太一)   | 야마다 다이치 (山田 太一)   | 마키 히로코 (真木 洋子)          | 다미야 마키 (田宮 真紀) ↓ 무라카미 마키 (村上 真紀) | 53.3%        | 47.3%        |
| 12 | 쪽빛보다 푸르게 (藍より青く) | 1973년 3월 31일      |                      | 구마모토현 우시부카 시                                                                   | 도쿄        | 야마다 다이치 (山田 太一)   | 야마다 다이치 (山田 太一)   | 마키 히로코 (真木 洋子)          | 다미야 마키 (田宮 真紀) ↓ 무라카미 마키 (村上 真紀) | 53.3%        | 47.3%        |
| 13 | 북쪽의 가족 (北の家族)       | 1973년 4월 2일       | 1973년 4월 2일       | 홋카이도 하코다테 시 이시카와 현 가나자와 시 가나가와현 요코하마시 에히메 현 우와지마 시 | 도쿄        | 구스다 요시코 (楠田 芳子)   | 구스다 요시코 (楠田 芳子)   | 다카하시 요코                    | 사사키 시즈 (佐々木 志津)                           | 51.8%        | 46.1%        |
| 13 | 북쪽의 가족 (北の家族)       | 1974년 3월 30일      |                      | 홋카이도 하코다테 시 이시카와 현 가나자와 시 가나가와현 요코하마시 에히메 현 우와지마 시 | 도쿄        | 구스다 요시코 (楠田 芳子)   | 구스다 요시코 (楠田 芳子)   | 다카하시 요코                    | 사사키 시즈 (佐々木 志津)                           | 51.8%        | 46.1%        |
| 14 | 하토코의 바다 (鳩子の海)     | 1974년 4월 1일       | 1974년 4월 1일       | 야마구치현 이바라키현 유키시 이바라키 현 도카이 촌                                       | 도쿄        | 하야시 히데히코 (林 秀彦)   | 하야시 히데히코 (林 秀彦)   | 사이토 고즈에 (少) (斎藤 こず恵) | 하토코 (鳩子)                                       | 53.3%        | 47.2%        |
| 14 | 하토코의 바다 (鳩子の海)     | 1975년 4월 5일       | 1975년 4월 5일       | 야마구치현 이바라키현 유키시 이바라키 현 도카이 촌                                       | 도쿄        | 나카이 다쓰오 (中井 多津夫) | 나카이 다쓰오 (中井 多津夫) | 후지다 미호코 (藤田 三保子)      | 하토코 (鳩子)                                       | 53.3%        | 47.2%        |

#### 1970년대 후반
- 1977년 작품 '가장 먼저 보이는 별'의 주인공인 '타카세 하루나'씨는 건강과 관련된 사정으로 인해 중도하차 함.

| -  | 제목                             | 방영기간 (첫방/종방) | 방영기간 (첫방/종방) | 극 중 배경                        | 제작 방송국 | 원작                        | 극본                            | 주인공                               | 주인공                                                      | 시청률(간토) | 시청률(간토) |
| -  | 제목                             | 방영기간 (첫방/종방) | 방영기간 (첫방/종방) | 극 중 배경                        | 제작 방송국 | 원작                        | 극본                            | 배우                                 | 배역                                                        | 최고         | 평균         |
| -- | -------------------------------- | -------------------- | -------------------- | --------------------------------- | ----------- | --------------------------- | ------------------------------- | ------------------------------------ | ----------------------------------------------------------- | ------------ | ------------ |
| 15 | 하늘색의 시간 (水色の時)         | 1975년               | 4월 7일              | 나가노 현 마쓰모토시 도쿄 도      | 도쿄        | 이시모리 후미오 (石森 史郎) | 이시모리 후미오 (石森 史郎)     | 오타케 시노부                        | 마쓰미야 도모코 (松宮 知子)                                 | 46.8%        | 40.1%        |
| 15 | 하늘색의 시간 (水色の時)         | 1975년               | 10월 4일             | 나가노 현 마쓰모토시 도쿄 도      | 도쿄        | 이시모리 후미오 (石森 史郎) | 이시모리 후미오 (石森 史郎)     | 오타케 시노부                        | 마쓰미야 도모코 (松宮 知子)                                 | 46.8%        | 40.1%        |
| 16 | 안녕하십니까 (おはようさん)      | 1975년 10월 6일      | 1975년 10월 6일      | 오사카부 오사카시                 | 오사카      | 다나베 세이코 (田辺 聖子)   | 마쓰다 노부코 (松田 暢子)       | 아키노 요코 (秋野 暢子)              | 도노무라 아유코 (殿村 鮎子)                                 | 44.0%        | 39.6%        |
| 16 | 안녕하십니까 (おはようさん)      | 1976년 4월 3일       |                      | 오사카부 오사카시                 | 오사카      | 다나베 세이코 (田辺 聖子)   | 마쓰다 노부코 (松田 暢子)       | 아키노 요코 (秋野 暢子)              | 도노무라 아유코 (殿村 鮎子)                                 | 44.0%        | 39.6%        |
| 17 | 구름의 융단 (雲のじゅうたん)     | 1976년               | 4월 5일              | 아키타현 도쿄 도                  | 도쿄        | 다무카이 세이켄 (田向 正健) | 다무카이 세이켄 (田向 正健)     | 아사지 요코 (浅茅 陽子)              | 오노마 마코토 (小野間 真琴) ↓ 이나바 마코토 (稲葉 真琴)     | 48.7%        | 40.1%        |
| 17 | 구름의 융단 (雲のじゅうたん)     | 1976년               | 10월 2일             | 아키타현 도쿄 도                  | 도쿄        | 다무카이 세이켄 (田向 正健) | 다무카이 세이켄 (田向 正健)     | 아사지 요코 (浅茅 陽子)              | 오노마 마코토 (小野間 真琴) ↓ 이나바 마코토 (稲葉 真琴)     | 48.7%        | 40.1%        |
| 18 | 불의 나라에 (火の国に)           | 1976년 10월 4일      | 1976년 10월 4일      | 구마모토 현                       | 오사카      | 이시도 도시로 (石堂 淑朗)   | 이시도 도시로 (石堂 淑朗)       | 스즈카 게이코 (鈴鹿 景子)            | 사쿠라기 가코 (桜木 香子)                                   | 43.9%        | 35.0%        |
| 18 | 불의 나라에 (火の国に)           | 1977년 4월 2일       |                      | 구마모토 현                       | 오사카      | 이시도 도시로 (石堂 淑朗)   | 이시도 도시로 (石堂 淑朗)       | 스즈카 게이코 (鈴鹿 景子)            | 사쿠라기 가코 (桜木 香子)                                   | 43.9%        | 35.0%        |
| 19 | 가장 먼저 보이는 별 (いちばん星) | 1977년               | 4월 4일              | 야마가타현 덴도시                 | 도쿄        | 유키 료이치 (結城 亮一)     | 미야우치 후키코 (宮内 婦貴子)   | 다카세 하루나 (高瀬 春奈) <중도하차> | 사토 지야코 (佐藤 千夜子) <☆>                               | 44.9%        | 37.2%        |
| 19 | 가장 먼저 보이는 별 (いちばん星) | 1977년               | 10월 1일             | 야마가타현 덴도시                 | 도쿄        | 유키 료이치 (結城 亮一)     | 미야우치 후키코 (宮内 婦貴子)   | 고다이 미치코 (五大 路子) <교체>     | 사토 지야코 (佐藤 千夜子) <☆>                               | 44.9%        | 37.2%        |
| 20 | 풍향계 (風見鶏)                  | 1977년 10월 3일      | 1977년 10월 3일      | 효고현 고베시 와카야마현 다이지정 | 오사카      | 스기하라 기호 (杉山 義法)   | 스기하라 기호 (杉山 義法)       | 아라이 하루미 (新井 晴み)            | 마쓰우라 긴 (松浦 ぎん)                                     | 48.2%        | 38.3%        |
| 20 | 풍향계 (風見鶏)                  | 1978년 4월 1일       | 1978년 4월 1일       | 효고현 고베시 와카야마현 다이지정 | 오사카      | 스기하라 기호 (杉山 義法)   | 스기하라 기호 (杉山 義法)       | 히키노 료 (蟇目 良)                  | 브룩 마이어 (ブルック マイヤー)                             | 48.2%        | 38.3%        |
| 21 | 오테이짱 (おていちゃん)          | 1978년               | 4월 3일              | 도쿄 도 아사쿠사                  | 도쿄        | 사와무라 사다코 (沢村 貞子) | 데라우치 고하루 (寺内 小春)     | 유리 지카코 (友里 千賀子)            | 오하시 사다코 (大橋 貞子) <☆, (원)>                         | 50.0%        | 43.0%        |
| 21 | 오테이짱 (おていちゃん)          | 1978년               | 9월 30일             | 도쿄 도 아사쿠사                  | 도쿄        | 사와무라 사다코 (沢村 貞子) | 데라우치 고하루 (寺内 小春)     | 유리 지카코 (友里 千賀子)            | 오하시 사다코 (大橋 貞子) <☆, (원)>                         | 50.0%        | 43.0%        |
| 22 | 나는 바다 (わたしは海)           | 1978년 10월 2일      | 1978년 10월 2일      | 히로시마 현                       | 오사카      | 이와마 요시키 (岩間 芳樹)   | 이와마 요시키 (岩間 芳樹)       | 아이하라 도모코 (あいはら 友子)      | 가와무라 미요 (川村 ミヨ)                                   | 42.1%        | 35.9%        |
| 22 | 나는 바다 (わたしは海)           | 1979년 3월 31일      |                      | 히로시마 현                       | 오사카      | 이와마 요시키 (岩間 芳樹)   | 이와마 요시키 (岩間 芳樹)       | 아이하라 도모코 (あいはら 友子)      | 가와무라 미요 (川村 ミヨ)                                   | 42.1%        | 35.9%        |
| 23 | 마네짱 (マー姉ちゃん)            | 1978년               | 4월 2일              | 후쿠오카현 도쿄 도                | 도쿄        | 하세가와 마치코             | 오사나이 미에코 (小山内 美江子) | 구마가이 마미 (熊谷 真実)            | 이소노 마리코 (磯野 マリ子) ↓ 도고 마리코 (東郷 マリ子) <☆> | 49.9%        | 42.8%        |
| 23 | 마네짱 (マー姉ちゃん)            | 1978년               | 9월 29일             | 후쿠오카현 도쿄 도                | 도쿄        | 하세가와 마치코             | 오사나이 미에코 (小山内 美江子) | 구마가이 마미 (熊谷 真実)            | 이소노 마리코 (磯野 マリ子) ↓ 도고 마리코 (東郷 マリ子) <☆> | 49.9%        | 42.8%        |
| 24 | 은어의 노래 (鮎のうた)           | 1979년 10월 1일      | 1979년 10월 1일      | 시가현 나가하마시 오사카 부 센바  | 오사카      | 하나토 고바코 (花登 筺)     | 하나토 고바코 (花登 筺)         | 야마자키 센리 (山咲 千里)            | 하마나카 아유 (浜中 あゆ) ↓ 하라다 아유 (原田 あゆ)         | 49.1%        | 42.7%        |
| 24 | 은어의 노래 (鮎のうた)           | 1980년 4월 5일       |                      | 시가현 나가하마시 오사카 부 센바  | 오사카      | 하나토 고바코 (花登 筺)     | 하나토 고바코 (花登 筺)         | 야마자키 센리 (山咲 千里)            | 하마나카 아유 (浜中 あゆ) ↓ 하라다 아유 (原田 あゆ)         | 49.1%        | 42.7%        |

#### 1980년대 초반
| -  | 제목                                       | 방영기간 (첫방/종방) | 방영기간 (첫방/종방) | 극 중 배경                                   | 제작 방송국 | 원작                            | 극본                            | 주인공                        | 주인공                                                      | 시청률(간토) | 시청률(간토) |
| -  | 제목                                       | 방영기간 (첫방/종방) | 방영기간 (첫방/종방) | 극 중 배경                                   | 제작 방송국 | 원작                            | 극본                            | 배우                          | 배역                                                        | 최고         | 평균         |
| -- | ------------------------------------------ | -------------------- | -------------------- | -------------------------------------------- | ----------- | ------------------------------- | ------------------------------- | ----------------------------- | ----------------------------------------------------------- | ------------ | ------------ |
| 25 | 낫짱의 사진관 (なっちゃんの写真館)         | 1980년               | 4월 7일              | 도쿠시마현                                   | 도쿄        | 데라우치 고하루 (寺内 小春)     | 데라우치 고하루 (寺内 小春)     | 호시노 도모코 (星野 知子)     | 사이조 나쓰코 (西城 夏子)                                   | 45.1%        | 39.6%        |
| 25 | 낫짱의 사진관 (なっちゃんの写真館)         | 1980년               | 10월 4일             | 도쿠시마현                                   | 도쿄        | 데라우치 고하루 (寺内 小春)     | 데라우치 고하루 (寺内 小春)     | 호시노 도모코 (星野 知子)     | 사이조 나쓰코 (西城 夏子)                                   | 45.1%        | 39.6%        |
| 26 | 무지개를 짜다 (虹を織る)                   | 1980년 10월 6일      | 1980년 10월 6일      | 야마구치 현 하기 시 효고 현 다카라즈카 시    | 오사카      | 아키다 사치코 (秋田 佐知子)     | 아키다 사치코 (秋田 佐知子)     | 곤노 미사코 (紺野 美沙子)     | 시마자키 가요 (島崎 佳代)                                   | 45.7%        | 38.5%        |
| 26 | 무지개를 짜다 (虹を織る)                   | 1981년 4월 4일       |                      | 야마구치 현 하기 시 효고 현 다카라즈카 시    | 오사카      | 아키다 사치코 (秋田 佐知子)     | 아키다 사치코 (秋田 佐知子)     | 곤노 미사코 (紺野 美沙子)     | 시마자키 가요 (島崎 佳代)                                   | 45.7%        | 38.5%        |
| 27 | 풍작의 꽃 (まんさくの花)                   | 1981년               | 4월 6일              | 아키타현                                     | 도쿄        | 다카하시 마사쿠니 (高橋 正圀)   | 다카하시 마사쿠니 (高橋 正圀)   | 나카무라 아케미 (中村 明美)   | 나가사토 유코 (中里 祐子)                                   | 42.4%        | 37.1%        |
| 27 | 풍작의 꽃 (まんさくの花)                   | 1981년               | 10월 3일             | 아키타현                                     | 도쿄        | 다카하시 마사쿠니 (高橋 正圀)   | 다카하시 마사쿠니 (高橋 正圀)   | 나카무라 아케미 (中村 明美)   | 나가사토 유코 (中里 祐子)                                   | 42.4%        | 37.1%        |
| 28 | 오늘도 맑은 날 (本日も晴天なり)            | 1981년 10월 5일      | 1981년 10월 5일      | 도쿄 도 닌교쵸                               | 도쿄        | 오사나이 미에코 (小山内 美江子) | 오사나이 미에코 (小山内 美江子) | 하라 히데코 (原 日出子)       | 가쓰라기 모토코 (桂木 元子) ↓ 오하라 모토코 (大原 元子) <☆> | 43.3%        | 36.6%        |
| 28 | 오늘도 맑은 날 (本日も晴天なり)            | 1982년 4월 3일       |                      | 도쿄 도 닌교쵸                               | 도쿄        | 오사나이 미에코 (小山内 美江子) | 오사나이 미에코 (小山内 美江子) | 하라 히데코 (原 日出子)       | 가쓰라기 모토코 (桂木 元子) ↓ 오하라 모토코 (大原 元子) <☆> | 43.3%        | 36.6%        |
| 29 | 하이카라상 (ハイカラさん)                  | 1982년               | 4월 5일              | 가나가와 현 요코하마 시 시즈오카 현 나카이즈 | 도쿄        | 오야부 이쿠코 (大藪 郁子)       | 오야부 이쿠코 (大藪 郁子)       | 데즈카 사토미 (手塚 理美)     | 노자와 후미 (野沢 文) ↓ 기리하라 후미 (桐原 文)             | 44.9%        | 36.2%        |
| 29 | 하이카라상 (ハイカラさん)                  | 1982년               | 10월 2일             | 가나가와 현 요코하마 시 시즈오카 현 나카이즈 | 도쿄        | 오야부 이쿠코 (大藪 郁子)       | 오야부 이쿠코 (大藪 郁子)       | 데즈카 사토미 (手塚 理美)     | 노자와 후미 (野沢 文) ↓ 기리하라 후미 (桐原 文)             | 44.9%        | 36.2%        |
| 30 | 준비 땅 (よーいドン)                       | 1982년 10월 4일      | 1982년 10월 4일      | 오사카 부 교토부                             | 오사카      | 스기하라 기호 (杉山 義法)       | 스기하라 기호 (杉山 義法)       | 후지요시 구미코 (藤吉 久美子) | 우라노 미오 (浦野 みお) ↓ 도키타 미오 (時田 みお)           | 43.1%        | 38.8%        |
| 30 | 준비 땅 (よーいドン)                       | 1983년 4월 2일       |                      | 오사카 부 교토부                             | 오사카      | 스기하라 기호 (杉山 義法)       | 스기하라 기호 (杉山 義法)       | 후지요시 구미코 (藤吉 久美子) | 우라노 미오 (浦野 みお) ↓ 도키타 미오 (時田 みお)           | 43.1%        | 38.8%        |
| 32 | 로맨스 (ロマンス)                          | 1984년               | 4월 2일              | 홋카이도 도쿄 도                             | 도쿄        | 다무카이 세이켄 (田向 正健)     | 다무카이 세이켄 (田向 正健)     | 에노키 다카아키 (榎木 孝明)   | 가지야 헤이시치 (加治山 平七)                               | 47.3%        | 39.0%        |
| 32 | 로맨스 (ロマンス)                          | 1984년               | 9월 29일             | 홋카이도 도쿄 도                             | 도쿄        | 다무카이 세이켄 (田向 正健)     | 다무카이 세이켄 (田向 正健)     | 에노키 다카아키 (榎木 孝明)   | 가지야 헤이시치 (加治山 平七)                               | 47.3%        | 39.0%        |
| 33 | 마음은 언제나 레몬 빛 (心はいつもラムネ色) | 1984년 10월 1일      | 1984년 10월 1일      | 오사카 부 오사카시 도쿄 도                   | 오사카      | 도미카와 모토후미 (冨川 元文)   | 도미카와 모토후미 (冨川 元文)   | 신도 에이사쿠 (新藤 栄作)     | 아카쓰 분페이 (赤津 文平) <☆>                               | 48.6%        | 40.2%        |
| 33 | 마음은 언제나 레몬 빛 (心はいつもラムネ色) | 1985년 3월 30일      |                      | 오사카 부 오사카시 도쿄 도                   | 오사카      | 도미카와 모토후미 (冨川 元文)   | 도미카와 모토후미 (冨川 元文)   | 신도 에이사쿠 (新藤 栄作)     | 아카쓰 분페이 (赤津 文平) <☆>                               | 48.6%        | 40.2%        |

#### 1980년대 후반
| -  | 제목                             | 방영기간 (첫방/종방) | 방영기간 (첫방/종방) | 극 중 배경                                          | 원작                          | 극본                          | 주인공                        | 주인공                                                                                      | 시청률(간토) | 시청률(간토) |
| -  | 제목                             | 방영기간 (첫방/종방) | 방영기간 (첫방/종방) | 극 중 배경                                          | 원작                          | 극본                          | 배우                          | 배역                                                                                        | 최고         | 평균         |
| -- | -------------------------------- | -------------------- | -------------------- | --------------------------------------------------- | ----------------------------- | ----------------------------- | ----------------------------- | ------------------------------------------------------------------------------------------- | ------------ | ------------ |
| 34 | 미오츠쿠시 (澪つくし)            | 1985년               | 4월 1일              | 지바현 조시시                                       | 제임스 미키 (ジェームス 三木) | 제임스 미키 (ジェームス 三木) | 사와구치 야스코               | 후루카와 가오루 (古川 かをる) ↓ 요시타케 가오루 (吉武 かをる) ↓ 우메키 가오루 (梅木 かをる) | 55.3%        | 44.3%        |
| 34 | 미오츠쿠시 (澪つくし)            | 1985년               | 10월 5일             | 지바현 조시시                                       | 제임스 미키 (ジェームス 三木) | 제임스 미키 (ジェームス 三木) | 사와구치 야스코               | 후루카와 가오루 (古川 かをる) ↓ 요시타케 가오루 (吉武 かをる) ↓ 우메키 가오루 (梅木 かをる) | 55.3%        | 44.3%        |
| 35 | 일등 북 (いちばん太鼓)           | 1985년 10월 7일      | 1985년 10월 7일      | 후쿠오카 현 지쿠호 오사카 부                        | 이자와 만 (井沢 満)           | 이자와 만 (井沢 満)           | 오카노 신이치로 (岡野 進一郎) | 사와이 긴페이 (沢井 銀平)                                                                   | 39.9%        | 33.4%        |
| 35 | 일등 북 (いちばん太鼓)           | 1986년 4월 5일       |                      | 후쿠오카 현 지쿠호 오사카 부                        | 이자와 만 (井沢 満)           | 이자와 만 (井沢 満)           | 오카노 신이치로 (岡野 進一郎) | 사와이 긴페이 (沢井 銀平)                                                                   | 39.9%        | 33.4%        |
| 36 | 하네코마 (はね駒)                | 1986년               | 4월 7일              | 후쿠시마현 미야기 현                                | 데라우치 고하루 (寺内 小春)   | 데라우치 고하루 (寺内 小春)   | 사이토 유키                   | 다치바나 린 (橘 りん) ↓ 오노데라 린 (小野寺 りん) <☆>                                       | 49.7%        | 41.7%        |
| 36 | 하네코마 (はね駒)                | 1986년               | 10월 4일             | 후쿠시마현 미야기 현                                | 데라우치 고하루 (寺内 小春)   | 데라우치 고하루 (寺内 小春)   | 사이토 유키                   | 다치바나 린 (橘 りん) ↓ 오노데라 린 (小野寺 りん) <☆>                                       | 49.7%        | 41.7%        |
| 37 | 수도의 바람 (都の風)             | 1986년 10월 6일      | 1986년 10월 6일      | 교토부 교토시 오사카 부 오사카 시 나라현 나라시     | 시게모리 다카코 (重森 孝子)   | 시게모리 다카코 (重森 孝子)   | 가노 미유키 (加納 みゆき)     | 다케다 유 (竹田 悠) ↓ 요시노 유 (吉野 悠)                                                   | 44.9%        | 39.3%        |
| 37 | 수도의 바람 (都の風)             | 1987년 4월 4일       |                      | 교토부 교토시 오사카 부 오사카 시 나라현 나라시     | 시게모리 다카코 (重森 孝子)   | 시게모리 다카코 (重森 孝子)   | 가노 미유키 (加納 みゆき)     | 다케다 유 (竹田 悠) ↓ 요시노 유 (吉野 悠)                                                   | 44.9%        | 39.3%        |
| 38 | 춋쨩 (チョッちゃん)              | 1987년               | 4월 6일              | 홋카이도 다키카와시 도쿄 도                         | 구로야나기 조 (黒柳 朝)       | 가네코 나리토 (金子 成人)     | 고무라 히로 (古村 比呂)       | 기타야마 조코 (北山 蝶子) ↓ 이와사키 조코 (岩崎 蝶子) <☆, (원)>                             | 46.7%        | 38.0%        |
| 38 | 춋쨩 (チョッちゃん)              | 1987년               | 10월 3일             | 홋카이도 다키카와시 도쿄 도                         | 구로야나기 조 (黒柳 朝)       | 가네코 나리토 (金子 成人)     | 고무라 히로 (古村 比呂)       | 기타야마 조코 (北山 蝶子) ↓ 이와사키 조코 (岩崎 蝶子) <☆, (원)>                             | 46.7%        | 38.0%        |
| 39 | 핫사이 선생 (はっさい先生)       | 1987년 10월 5일      | 1987년 10월 5일      | 교토 부 오사카 부 오사카 시 시가 현 오미하치만시    | 다카하시 마사쿠니 (高橋 正圀) | 다카하시 마사쿠니 (高橋 正圀) | 와카무라 마유미 (若村 麻由美) | 사오토메 미도리 (早乙女 翠) ↓ 쓰루오카 미도리 (鶴岡 翠)                                     | 44.5%        | 38.1%        |
| 39 | 핫사이 선생 (はっさい先生)       | 1988년 4월 2일       |                      | 교토 부 오사카 부 오사카 시 시가 현 오미하치만시    | 다카하시 마사쿠니 (高橋 正圀) | 다카하시 마사쿠니 (高橋 正圀) | 와카무라 마유미 (若村 麻由美) | 사오토메 미도리 (早乙女 翠) ↓ 쓰루오카 미도리 (鶴岡 翠)                                     | 44.5%        | 38.1%        |
| 40 | 논짱의 꿈 (ノンちゃんの夢)       | 1988년               | 4월 4일              | 고치현 도쿄 도                                      | 마츠다이라 시게코 (松平 繁子) | 마츠다이라 시게코 (松平 繁子) | 후지다 도모코 (藤田 朋子)     | 유키 노부코 (結城 暢子) ↓ 다케노 노부코 (武野 暢子)                                         | 50.6%        | 39.1%        |
| 40 | 논짱의 꿈 (ノンちゃんの夢)       | 1988년               | 10월 1일             | 고치현 도쿄 도                                      | 마츠다이라 시게코 (松平 繁子) | 마츠다이라 시게코 (松平 繁子) | 후지다 도모코 (藤田 朋子)     | 유키 노부코 (結城 暢子) ↓ 다케노 노부코 (武野 暢子)                                         | 50.6%        | 39.1%        |
| 41 | 쥰짱의 응원가 (純ちゃんの応援歌) | 1988년 10월 3일      | 1988년 10월 3일      | 와카야마 현 오사카 부 오사카 시 효고 현             | 후세 히로이치 (布勢 博一)     | 후세 히로이치 (布勢 博一)     | 야마구치 도모코               | 오노 준코 (小野 純子)                                                                       | 44.0%        | 38.6%        |
| 41 | 쥰짱의 응원가 (純ちゃんの応援歌) | 1989년 4월 1일       |                      | 와카야마 현 오사카 부 오사카 시 효고 현             | 후세 히로이치 (布勢 博一)     | 후세 히로이치 (布勢 博一)     | 야마구치 도모코               | 오노 준코 (小野 純子)                                                                       | 44.0%        | 38.6%        |
| 42 | 청춘가족 (青春家族)              | 1989년               | 4월 3일              | 도쿄 도 시즈오카 현 이즈                            | 이자와 만 (井沢 満)           | 이자와 만 (井沢 満)           | 이시다 아유미 (いしだ あゆみ) | 아가와 아사코 (阿川 麻子)                                                                   | 44.2%        | 37.8%        |
| 42 | 청춘가족 (青春家族)              | 1989년               | 9월 30일             | 도쿄 도 시즈오카 현 이즈                            | 이자와 만 (井沢 満)           | 이자와 만 (井沢 満)           | 시미즈 미사 (清水 美沙)       | 아가와 사키 (阿川 咲)                                                                       | 44.2%        | 37.8%        |
| 43 | 왓코의 금메달 (和っこの金メダル) | 1989년 10월 2일      | 1989년 10월 2일      | 야마구치 현 오사카 부 기시와다시 오사카 부 사카이시 | 시게모리 다카코 (重森 孝子)   | 시게모리 다카코 (重森 孝子)   | 와타나베 아즈사               | 아키츠 가즈코 (秋津 和子)                                                                   | 40.5%        | 33.8%        |
| 43 | 왓코의 금메달 (和っこの金メダル) | 1990년 3월 31일      |                      | 야마구치 현 오사카 부 기시와다시 오사카 부 사카이시 | 시게모리 다카코 (重森 孝子)   | 시게모리 다카코 (重森 孝子)   | 와타나베 아즈사               | 아키츠 가즈코 (秋津 和子)                                                                   | 40.5%        | 33.8%        |

#### 1990년대 초반
| -  | 제목                       | 방영기간 (첫방/종방) | 방영기간 (첫방/종방) | 극 중 배경                                                                              | 원작                          | 극본                          | 주인공                            | 주인공                                                                                        | 시청률(간토) | 시청률(간토) |
| -  | 제목                       | 방영기간 (첫방/종방) | 방영기간 (첫방/종방) | 극 중 배경                                                                              | 원작                          | 극본                          | 배우                              | 배역                                                                                          | 최고         | 평균         |
| -- | -------------------------- | -------------------- | -------------------- | --------------------------------------------------------------------------------------- | ----------------------------- | ----------------------------- | --------------------------------- | --------------------------------------------------------------------------------------------- | ------------ | ------------ |
| 44 | 늠름히 (凛凛と)            | 1990년               | 4월 2일              | 도야마현 우오즈시 도쿄도 프랑스 파리 영국 런던                                          | 야지마 마사오                 | 야지마 마사오                 | 다나카 미노루                     | 하타케야마 고키치 (畠山 幸吉) <☆>                                                             | 39.5%        | 33.9%        |
| 44 | 늠름히 (凛凛と)            | 1990년               | 9월 29일             | 도야마현 우오즈시 도쿄도 프랑스 파리 영국 런던                                          | 야지마 마사오                 | 야지마 마사오                 | 다나카 미노루                     | 하타케야마 고키치 (畠山 幸吉) <☆>                                                             | 39.5%        | 33.9%        |
| 45 | 쿄, 두사람 (京、ふたり)    | 1990년 10월 1일      | 1990년 10월 1일      | 교토부 교토시                                                                           | 다케야먀 요 (竹山 洋)         | 다케야먀 요 (竹山 洋)         | 야마모토 요코 (山本 陽子)         | 노다 다에코 (能田 妙子)                                                                       | 41.6%        | 35.6%        |
| 45 | 쿄, 두사람 (京、ふたり)    | 1991년 3월 30일      | 1991년 3월 30일      | 교토부 교토시                                                                           | 다케야먀 요 (竹山 洋)         | 다케야먀 요 (竹山 洋)         | 하타다 리에 (畠田 理恵)           | 나카무라 아이코 (中村 愛子)                                                                   | 41.6%        | 35.6%        |
| 46 | 너의 이름은 (君の名は)     | 1991년 4월 2일       | 1991년 4월 2일       | 도쿄도 홋카이도 니가타현 사도가섬 미에현 시마시 아이치현 나고야시 시즈오카현 니시이즈정 | 기쿠타 가즈오 (菊田 一夫)     | 이자와 만 (井沢 満)           | 스즈키 교카                       | 우지이에 마치코 (氏家 真知子) ↓ 하마구치 마치코 (浜口 真知子) ↓ 우시로쿠 마치코 (後宮 真知子) | 34.6%        | 29.1%        |
| 46 | 너의 이름은 (君の名は)     | 1991년 4월 2일       | 1991년 4월 2일       | 도쿄도 홋카이도 니가타현 사도가섬 미에현 시마시 아이치현 나고야시 시즈오카현 니시이즈정 | 기쿠타 가즈오 (菊田 一夫)     | 요코미쓰 아키라 (横光 晃)     | 스즈키 교카                       | 우지이에 마치코 (氏家 真知子) ↓ 하마구치 마치코 (浜口 真知子) ↓ 우시로쿠 마치코 (後宮 真知子) | 34.6%        | 29.1%        |
| 46 | 너의 이름은 (君の名は)     | 1992년 4월 4일       | 1992년 4월 4일       | 도쿄도 홋카이도 니가타현 사도가섬 미에현 시마시 아이치현 나고야시 시즈오카현 니시이즈정 | 기쿠타 가즈오 (菊田 一夫)     | 미야무라 유코 (宮村 優子)     | 스즈키 교카                       | 우지이에 마치코 (氏家 真知子) ↓ 하마구치 마치코 (浜口 真知子) ↓ 우시로쿠 마치코 (後宮 真知子) | 34.6%        | 29.1%        |
| 46 | 너의 이름은 (君の名は)     | 1992년 4월 4일       | 1992년 4월 4일       | 도쿄도 홋카이도 니가타현 사도가섬 미에현 시마시 아이치현 나고야시 시즈오카현 니시이즈정 | 기쿠타 가즈오 (菊田 一夫)     | 호시카와 야스코 (星川 泰子)   | 스즈키 교카                       | 우지이에 마치코 (氏家 真知子) ↓ 하마구치 마치코 (浜口 真知子) ↓ 우시로쿠 마치코 (後宮 真知子) | 34.6%        | 29.1%        |
| 46 | 너의 이름은 (君の名は)     | 1992년 4월 4일       | 1992년 4월 4일       | 도쿄도 홋카이도 니가타현 사도가섬 미에현 시마시 아이치현 나고야시 시즈오카현 니시이즈정 | 기쿠타 가즈오 (菊田 一夫)     | 코바야시 마사히로 (小林 政広) | 쿠라다 테츠오 (倉田 てつを)       | 우시로쿠 하루키 (後宮 春樹)                                                                   | 34.6%        | 29.1%        |
| 47 | 여자는 배짱 (おんなは度胸) | 1992년               | 4월 6일              | 도쿄도 오사카부                                                                         | 하시다 스가코 (橋田 壽賀子)   | 하시다 스가코 (橋田 壽賀子)   | 이즈미 핀코 (泉 ピン子)           | 야마시로 다마코 (山代 玉子) ↓ 하나무라 다마코 (花村 玉子)                                     | 45.4%        | 38.5%        |
| 47 | 여자는 배짱 (おんなは度胸) | 1992년               | 10월 3일             | 도쿄도 오사카부                                                                         | 하시다 스가코 (橋田 壽賀子)   | 하시다 스가코 (橋田 壽賀子)   | 사쿠라이 사치코                   | 하나무라 유코 (花村 裕子)                                                                     | 45.4%        | 38.5%        |
| 48 | 히라리 (ひらり)            | 1992년 10월 5일      | 1992년 10월 5일      | 도쿄도 료고쿠                                                                           | 우치다테 마키코 (内館 牧子)   | 우치다테 마키코 (内館 牧子)   | 이시다 히카리 (石田 ひかり)       | 야부사와 히라리 (藪沢 ひらり)                                                                 | 42.9%        | 36.9%        |
| 48 | 히라리 (ひらり)            | 1993년 4월 3일       |                      | 도쿄도 료고쿠                                                                           | 우치다테 마키코 (内館 牧子)   | 우치다테 마키코 (内館 牧子)   | 이시다 히카리 (石田 ひかり)       | 야부사와 히라리 (藪沢 ひらり)                                                                 | 42.9%        | 36.9%        |
| 49 | 에에뇨보 (ええにょぼ)      | 1993년               | 4월 5일              | 교토부 이네정 교토 부 마이즈루시 효고현 고베시                                          | 히가시 다에코 (東 多江子)     | 히가시 다에코 (東 多江子)     | 도다 나호 (戸田 菜穂)             | 아사쿠라 유키 (朝倉 悠希) ↓ 우사미 유키 (宇佐美 悠希)                                         | 44.5%        | 35.2%        |
| 49 | 에에뇨보 (ええにょぼ)      | 1993년               | 10월 2일             | 교토부 이네정 교토 부 마이즈루시 효고현 고베시                                          | 히가시 다에코 (東 多江子)     | 히가시 다에코 (東 多江子)     | 도다 나호 (戸田 菜穂)             | 아사쿠라 유키 (朝倉 悠希) ↓ 우사미 유키 (宇佐美 悠希)                                         | 44.5%        | 35.2%        |
| 50 | 카린 (かりん)              | 1993년 10월 4일      | 1993년 10월 4일      | 나가노현 스와시 도쿄도                                                                  | 마쓰바라 도시하루 (松原 敏春) | 마쓰바라 도시하루 (松原 敏春) | 호소카와 나오미 (細川 直美)       | 고모리 지아키 (小森 千晶)                                                                     | 35.7%        | 31.4%        |
| 50 | 카린 (かりん)              | 1994년 4월 2일       |                      | 나가노현 스와시 도쿄도                                                                  | 마쓰바라 도시하루 (松原 敏春) | 마쓰바라 도시하루 (松原 敏春) | 호소카와 나오미 (細川 直美)       | 고모리 지아키 (小森 千晶)                                                                     | 35.7%        | 31.4%        |
| 51 | 피아노 (ぴあの)            | 1994년               | 4월 4일              | 오사카부 니시텐마 오이타현 벳푸시 오이타현 기쓰키시 교토부 아야베시                     | 도미카와 모토후미 (冨川 元文) | 도미카와 모토후미 (冨川 元文) | 준나 리사 (純名 里沙)             | 사쿠라이 피아노 (桜井 ぴあの)                                                                 | 30.6%        | 25.5%        |
| 51 | 피아노 (ぴあの)            | 1994년               | 10월 1일             | 오사카부 니시텐마 오이타현 벳푸시 오이타현 기쓰키시 교토부 아야베시                     | 미야무라 유코 (宮村 優子)     | 미야무라 유코 (宮村 優子)     | 준나 리사 (純名 里沙)             | 사쿠라이 피아노 (桜井 ぴあの)                                                                 | 30.6%        | 25.5%        |
| 52 | 봄이여 오라 (春よ、来い)   | 1994년 10월 4일      | 1994년 10월 4일      | 오사카부 사카이시 도쿄도 시즈오카현 이즈                                                | 하시다 스가코 (橋田 壽賀子)   | 하시다 스가코 (橋田 壽賀子)   | 야스다 나루미 <제1부>             | 다카쿠라 하루키 (高倉 春希) ↓ 야노하라 하루키 (矢野原 春希) <☆, (원)>                         | 29.4%        | 24.7%        |
| 52 | 봄이여 오라 (春よ、来い)   | 1995년 9월 30일      | 1995년 9월 30일      | 오사카부 사카이시 도쿄도 시즈오카현 이즈                                                | 하시다 스가코 (橋田 壽賀子)   | 하시다 스가코 (橋田 壽賀子)   | 나카다 요시코 (中田 喜子) <제2부> | 다카쿠라 하루키 (高倉 春希) ↓ 야노하라 하루키 (矢野原 春希) <☆, (원)>                         | 29.4%        | 24.7%        |

#### 1990년대 후반
| -  | 제목                    | 방영기간 (첫방/종방) | 방영기간 (첫방/종방) | 극 중 배경                                         | 원작                          | 극본                          | 주인공                                 | 주인공                                                                      | 시청률(간토) | 시청률(간토) |
| -  | 제목                    | 방영기간 (첫방/종방) | 방영기간 (첫방/종방) | 극 중 배경                                         | 원작                          | 극본                          | 배우                                   | 배역                                                                        | 최고         | 평균         |
| -- | ----------------------- | -------------------- | -------------------- | -------------------------------------------------- | ----------------------------- | ----------------------------- | -------------------------------------- | --------------------------------------------------------------------------- | ------------ | ------------ |
| 53 | 달려 (走らんか!)        | 1995년 10월 2일      | 1995년 10월 2일      | 후쿠오카현 하카타                                  | 하세가와 호세이 (長谷川 法世) | 가네코 나리토 (金子 成人)     | 미쿠니 가즈오 (三国 一夫)              | 마에다 우시오 (前田 汐)                                                     | 28.0%        | 20.5%        |
| 53 | 달려 (走らんか!)        | 1996년 3월 30일      |                      | 후쿠오카현 하카타                                  | 하세가와 호세이 (長谷川 法世) | 가네코 나리토 (金子 成人)     | 미쿠니 가즈오 (三国 一夫)              | 마에다 우시오 (前田 汐)                                                     | 28.0%        | 20.5%        |
| 54 | 해바라기 (ひまわり)     | 1996년               | 4월 1일              | 도쿄도 야나카 후쿠시마 현                          | 이노우에 유미코 (井上 由美子) | 이노우에 유미코 (井上 由美子) | 마쓰시마 나나코                        | 미나미다 노조미 (南田 のぞみ)                                               | 29.6%        | 25.5%        |
| 54 | 해바라기 (ひまわり)     | 1996년               | 10월 5일             | 도쿄도 야나카 후쿠시마 현                          | 이노우에 유미코 (井上 由美子) | 이노우에 유미코 (井上 由美子) | 마쓰시마 나나코                        | 미나미다 노조미 (南田 のぞみ)                                               | 29.6%        | 25.5%        |
| 55 | 두 아이 (ふたりっ子)    | 1996년 10월 7일      | 1996년 10월 7일      | 오사카부 덴가차야 효고현 도요오카시                | 오이시 시즈카 (大石 静)       | 오이시 시즈카 (大石 静)       | 미쿠라 마나 (三倉 茉奈) <소녀기>       | 노다 교코 (野田 香子) ↓ 모리야마 교코 (森山 香子)                           | 31.9%        | 29.0%        |
| 55 | 두 아이 (ふたりっ子)    | 1996년 10월 7일      | 1996년 10월 7일      | 오사카부 덴가차야 효고현 도요오카시                | 오이시 시즈카 (大石 静)       | 오이시 시즈카 (大石 静)       | 이와사키 히로미 (岩崎 ひろみ) <성년기> | 노다 교코 (野田 香子) ↓ 모리야마 교코 (森山 香子)                           | 31.9%        | 29.0%        |
| 55 | 두 아이 (ふたりっ子)    | 1997년 4월 5일       | 1997년 4월 5일       | 오사카부 덴가차야 효고현 도요오카시                | 오이시 시즈카 (大石 静)       | 오이시 시즈카 (大石 静)       | 미쿠라 가나 (三倉 佳奈) <소녀기>       | 노다 레이코 (野田 麗子) ↓ 구로이와 레이코 (黒岩 麗子)                       | 31.9%        | 29.0%        |
| 55 | 두 아이 (ふたりっ子)    | 1997년 4월 5일       | 1997년 4월 5일       | 오사카부 덴가차야 효고현 도요오카시                | 오이시 시즈카 (大石 静)       | 오이시 시즈카 (大石 静)       | 키쿠치 마이코 (菊池 麻衣子) <성년기>   | 노다 레이코 (野田 麗子) ↓ 구로이와 레이코 (黒岩 麗子)                       | 31.9%        | 29.0%        |
| 56 | 아구리 (あぐり)         | 1997년               | 4월 7일              | 오카야마현 오카야마 시 도쿄 도 이치가야 야마나시현 | 요시유키 아구리 (吉行 あぐり) | 시미즈 유키 (清水 有生)       | 다나카 미사토 (田中 美里)              | 가와무라 아구리 (川村 あぐり) ↓ 모치즈키 아구리 (望月 あぐり) <☆, (원)>     | 31.5%        | 28.4%        |
| 56 | 아구리 (あぐり)         | 1997년               | 10월 4일             | 오카야마현 오카야마 시 도쿄 도 이치가야 야마나시현 | 요시유키 아구리 (吉行 あぐり) | 시미즈 유키 (清水 有生)       | 다나카 미사토 (田中 美里)              | 가와무라 아구리 (川村 あぐり) ↓ 모치즈키 아구리 (望月 あぐり) <☆, (원)>     | 31.5%        | 28.4%        |
| 57 | 아마카라샹 (甘辛しゃん) | 1997년 10월 6일      | 1997년 10월 6일      | 효고현 고베시 효고현 단바사사야마시                | 미야무라 유코 (宮村 優子)     | 미야무라 유코 (宮村 優子)     | 사토 유미코 (佐藤 夕美子)              | 간자와 이즈미 (神沢 泉) ↓ 사카키 이즈미 (榊 泉)                             | 30.0%        | 26.6%        |
| 57 | 아마카라샹 (甘辛しゃん) | 1998년 4월 4일       | 1998년 4월 4일       | 효고현 고베시 효고현 단바사사야마시                | 오사카와 지카코 (長川 千佳子) | 오사카와 지카코 (長川 千佳子) | 사토 유미코 (佐藤 夕美子)              | 간자와 이즈미 (神沢 泉) ↓ 사카키 이즈미 (榊 泉)                             | 30.0%        | 26.6%        |
| 58 | 텐우라라 (天うらら)     | 1998년               | 4월 6일              | 도치기현 닛코시 도쿄 도 기바                       | 가도노 하루코 (門野 晴子)     | 가미야마 유미코 (神山 由美子) | 스도 리사                              | 가와시마 우라라 (川嶋 うらら)                                               | 35.6%        | 27.7%        |
| 58 | 텐우라라 (天うらら)     | 1998년               | 10월 3일             | 도치기현 닛코시 도쿄 도 기바                       | 가도노 하루코 (門野 晴子)     | 가미야마 유미코 (神山 由美子) | 스도 리사                              | 가와시마 우라라 (川嶋 うらら)                                               | 35.6%        | 27.7%        |
| 59 | 얀차쿠레 (やんちゃくれ) | 1998년 10월 5일      | 1998년 10월 5일      | 오사카부 오사카시                                  | 나카야마 노리코 (中山 乃莉子) | 나카야마 노리코 (中山 乃莉子) | 고니시 미호 (小西 美帆)                | 미즈시마 나기사 (水嶋 渚) ↓ 오바 나기사 (大庭 渚) ↓ 고구레 나기사 (木暮 渚) | 26.3%        | 22.5%        |
| 59 | 얀차쿠레 (やんちゃくれ) | 1999년 4월 3일       | 1999년 4월 3일       | 오사카부 오사카시                                  | 이시하라 부류 (石原 武龍)     | 이시하라 부류 (石原 武龍)     | 고니시 미호 (小西 美帆)                | 미즈시마 나기사 (水嶋 渚) ↓ 오바 나기사 (大庭 渚) ↓ 고구레 나기사 (木暮 渚) | 26.3%        | 22.5%        |
| 60 | 스즈란 (すずらん)       | 1999년               | 4월 5일              | 홋카이도 누마타정 도쿄 도                          | 시미즈 유키 (清水 有生)       | 시미즈 유키 (清水 有生)       | 히라기 루미 (柊 瑠美) <소녀기>         | 도키와 모에 (常盤 萌) ↓ 히다카 모에 (日高 萌)                               | 30.4%        | 26.2%        |
| 60 | 스즈란 (すずらん)       | 1999년               | 10월 2일             | 홋카이도 누마타정 도쿄 도                          | 시미즈 유키 (清水 有生)       | 시미즈 유키 (清水 有生)       | 도노 나기코 (遠野 なぎこ) <성년기>     | 도키와 모에 (常盤 萌) ↓ 히다카 모에 (日高 萌)                               | 30.4%        | 26.2%        |
| 60 | 스즈란 (すずらん)       | 1999년               | 10월 2일             | 홋카이도 누마타정 도쿄 도                          | 시미즈 유키 (清水 有生)       | 시미즈 유키 (清水 有生)       | 바이슈 지에코 (倍賞 千恵子) <노년기>   | 도키와 모에 (常盤 萌) ↓ 히다카 모에 (日高 萌)                               | 30.4%        | 26.2%        |
| 61 | 아스카 (あすか)         | 1999년 10월 4일      | 1999년 10월 4일      | 나라현 아스카촌 교토부 교토시                      | 스즈키 사토시 (鈴木 聡)       | 스즈키 사토시 (鈴木 聡)       | 에노키조노 미호 (榎園 実穂) <소녀기>   | 미야모토 아스카 (宮本 あすか) ↓ 하야다 아스카 (速田 あすか)                 | 27.6%        | 24.4%        |
| 61 | 아스카 (あすか)         | 2000년 4월 1일       | 2000년 4월 1일       | 나라현 아스카촌 교토부 교토시                      | 스즈키 사토시 (鈴木 聡)       | 스즈키 사토시 (鈴木 聡)       | 다케우치 유코 <성년기>                 | 미야모토 아스카 (宮本 あすか) ↓ 하야다 아스카 (速田 あすか)                 | 27.6%        | 24.4%        |

### 2000년대 이후

#### 2000년대 초반
| -  | 제목                        | 방영기간 (첫방/종방) | 방영기간 (첫방/종방) | 극 중 배경                                                    | 원작                          | 극본                          | 주인공                      | 주인공                                                        | 시청률 | 시청률 |
| -  | 제목                        | 방영기간 (첫방/종방) | 방영기간 (첫방/종방) | 극 중 배경                                                    | 원작                          | 극본                          | 배우                        | 배역                                                          | 최고   | 평균   |
| -- | --------------------------- | -------------------- | -------------------- | ------------------------------------------------------------- | ----------------------------- | ----------------------------- | --------------------------- | ------------------------------------------------------------- | ------ | ------ |
| 62 | 나의 푸른하늘 (私の青空)    | 2000년               | 4월 3일              | 아오모리현 오마 정 도쿄도 주오구                              | 우치다테 마사코 (内館 牧子)   | 우치다테 마사코 (内館 牧子)   | 다바타 도모코               | 기타야마 나즈나 (北山 なずな)                                 | 28.3%  | 24.1%  |
| 62 | 나의 푸른하늘 (私の青空)    | 2000년               | 9월 30일             | 아오모리현 오마 정 도쿄도 주오구                              | 우치다테 마사코 (内館 牧子)   | 우치다테 마사코 (内館 牧子)   | 다바타 도모코               | 기타야마 나즈나 (北山 なずな)                                 | 28.3%  | 24.1%  |
| 63 | 오드리 (オードリー)         | 2000년 10월 2일      | 2000년 10월 2일      | 교토부 우즈마사 구마모토현 야마가시                           | 오이시 시즈카 (大石 静)       | 오이시 시즈카 (大石 静)       | 오카모토 아야               | 사사키 미즈키 (佐々木 美月)                                   | 24.0%  | 20.5%  |
| 63 | 오드리 (オードリー)         | 2001년 3월 31일      |                      | 교토부 우즈마사 구마모토현 야마가시                           | 오이시 시즈카 (大石 静)       | 오이시 시즈카 (大石 静)       | 오카모토 아야               | 사사키 미즈키 (佐々木 美月)                                   | 24.0%  | 20.5%  |
| 64 | 츄라상 (ちゅらさん)         | 2001년               | 4월 2일              | 오키나와현 고하마섬 오키나와현 나하시 도쿄도                  | 오카다 요시카즈 (岡田 惠和)   | 오카다 요시카즈 (岡田 惠和)   | 구니나카 료코               | 고하구라 에리 (古波蔵 恵里) ↓ 우치무라 에리 (上村 恵里)       | 29.3%  | 22.2%  |
| 64 | 츄라상 (ちゅらさん)         | 2001년               | 9월 29일             | 오키나와현 고하마섬 오키나와현 나하시 도쿄도                  | 오카다 요시카즈 (岡田 惠和)   | 오카다 요시카즈 (岡田 惠和)   | 구니나카 료코               | 고하구라 에리 (古波蔵 恵里) ↓ 우치무라 에리 (上村 恵里)       | 26.3%  | 22.1%  |
| 65 | 혼마몬 (ほんまもん)         | 2001년 10월 1일      | 2001년 10월 1일      | 와카야마현 다나베시 교토부 오사카부                           | 니시오기 유미에 (西荻 弓絵)   | 니시오기 유미에 (西荻 弓絵)   | 이케와키 지즈루             | 야마나카 고노하 (山中 木葉) ↓ 마쓰오카 고노하 (松岡 木葉)     | 25.1%  | 22.6%  |
| 65 | 혼마몬 (ほんまもん)         | 2002년 3월 30일      | 2002년 3월 30일      | 와카야마현 다나베시 교토부 오사카부                           | 니시오기 유미에 (西荻 弓絵)   | 니시오기 유미에 (西荻 弓絵)   | 이케와키 지즈루             | 야마나카 고노하 (山中 木葉) ↓ 마쓰오카 고노하 (松岡 木葉)     | 27.1%  | 22.0%  |
| 66 | 사쿠라 (さくら)             | 2002년               | 4월 1일              | 미국 하와이 기후현 다카야마시 기후현 히다시 도쿄도 에도가와구 | 다부치 구미코 (田渕 久美子)   | 다부치 구미코 (田渕 久美子)   | 다카노 시호 (高野 志穂)     | 마쓰시타 엘리자베스 사쿠라 (松下 エリザベス さくら)           | 27.5%  | 23.3%  |
| 66 | 사쿠라 (さくら)             | 2002년               | 9월 28일             | 미국 하와이 기후현 다카야마시 기후현 히다시 도쿄도 에도가와구 | 다부치 구미코 (田渕 久美子)   | 다부치 구미코 (田渕 久美子)   | 다카노 시호 (高野 志穂)     | 마쓰시타 엘리자베스 사쿠라 (松下 エリザベス さくら)           | 25.6%  | 22.2%  |
| 67 | 만텐 (まんてん)             | 2002년 9월 30일      | 2002년 9월 30일      | 가고시마현 야쿠섬 오사카부 오사카시                           | 마키노 노조미 (マキノ ノゾミ) | 마키노 노조미 (マキノ ノゾミ) | 미야지 마오 (宮地 真緒)     | 히다카 만텐 (日高 満天) ↓ 하나야마 만텐 (花山 満天)           | 23.6%  | 20.7%  |
| 67 | 만텐 (まんてん)             | 2003년 3월 29일      | 2003년 3월 29일      | 가고시마현 야쿠섬 오사카부 오사카시                           | 마키노 노조미 (マキノ ノゾミ) | 마키노 노조미 (マキノ ノゾミ) | 미야지 마오 (宮地 真緒)     | 히다카 만텐 (日高 満天) ↓ 하나야마 만텐 (花山 満天)           | 23.7%  | 20.1%  |
| 68 | 코코로 (こころ)             | 2003년               | 3월 31일             | 도쿄도 아사쿠사 니가타현 나가오카시 니가타현 오지야시         | 아오야기 유미코 (青柳 祐美子) | 아오야기 유미코 (青柳 祐美子) | 나카고시 노리코 (中越 典子) | 스에나가 코코로 (末永 こころ) ↓ 아사쿠라 코코로 (朝倉 こころ) | 26.0%  | 21.3%  |
| 68 | 코코로 (こころ)             | 2003년               | 9월 27일             | 도쿄도 아사쿠사 니가타현 나가오카시 니가타현 오지야시         | 아오야기 유미코 (青柳 祐美子) | 아오야기 유미코 (青柳 祐美子) | 나카고시 노리코 (中越 典子) | 스에나가 코코로 (末永 こころ) ↓ 아사쿠라 코코로 (朝倉 こころ) | 27.2%  | 18.9%  |
| 69 | 테루테루가족 (てるてる家族) | 2003년 9월 29일      | 2003년 9월 29일      | 오사카부 이케다시 나가사키현 사세보시                         | 나카니시 레이 (なかにし 礼)   | 오모리 스미오 (大森 寿美男)   | 이시하라 사토미             | 이와타 후유코 (岩田 冬子) <☆>                                 | 22.0%  | 20.7%  |
| 69 | 테루테루가족 (てるてる家族) | 2004년 3월 27일      | 2004년 3월 27일      | 오사카부 이케다시 나가사키현 사세보시                         | 나카니시 레이 (なかにし 礼)   | 오모리 스미오 (大森 寿美男)   | 이시하라 사토미             | 이와타 후유코 (岩田 冬子) <☆>                                 | 21.8%  | 19.2%  |
| 70 | 텐카 (天花)                 | 2004년               | 3월 29일             | 미야기현 센다이시 도쿄도 무사시노시                           | 다케야마 요 (竹山 洋)         | 다케야마 요 (竹山 洋)         | 후지사와 에마               | 사토 덴카 (佐藤 天花)                                         | 20.0%  | 16.2%  |
| 70 | 텐카 (天花)                 | 2004년               | 9월 25일             | 미야기현 센다이시 도쿄도 무사시노시                           | 다케야마 요 (竹山 洋)         | 다케야마 요 (竹山 洋)         | 후지사와 에마               | 사토 덴카 (佐藤 天花)                                         | 19.6%  | 15.1%  |
| 71 | 와카바 (わかば)             | 2004년 9월 27일      | 2004년 9월 27일      | 효고현 고베시 미야자키현 니치난시                             | 오니시 겐이치 (尾西 兼一)     | 오니시 겐이치 (尾西 兼一)     | 하라다 나쓰키 (原田 夏希)   | 다카하라 와카바 (高原 若葉) ↓ 후지쿠라 와카바 (藤倉 若葉)     | 19.9%  | 17.0%  |
| 71 | 와카바 (わかば)             | 2005년 3월 26일      | 2005년 3월 26일      | 효고현 고베시 미야자키현 니치난시                             | 오니시 겐이치 (尾西 兼一)     | 오니시 겐이치 (尾西 兼一)     | 하라다 나쓰키 (原田 夏希)   | 다카하라 와카바 (高原 若葉) ↓ 후지쿠라 와카바 (藤倉 若葉)     | 22.0%  | 17.7%  |

#### 2000년대 후반
| -  | 제목                          | 방영기간 (첫방/종방) | 방영기간 (첫방/종방) | 극 중 배경                                 | 원작                          | 극본                          | 주인공                      | 주인공                                                              | 시청률 | 시청률 |
| -  | 제목                          | 방영기간 (첫방/종방) | 방영기간 (첫방/종방) | 극 중 배경                                 | 원작                          | 극본                          | 배우                        | 배역                                                                | 최고   | 평균   |
| -- | ----------------------------- | -------------------- | -------------------- | ------------------------------------------ | ----------------------------- | ----------------------------- | --------------------------- | ------------------------------------------------------------------- | ------ | ------ |
| 72 | 파이트 (ファイト)             | 2005년               | 3월 28일             | 군마현 다카사키시 군마현 나카노조정 도쿄도 | 하시베 아쓰코 (橋部 敦子)     | 하시베 아쓰코 (橋部 敦子)     | 모토카리야 유이카           | 기도 유 (木戸 優)                                                   | 21.9%  | 16.7%  |
| 72 | 파이트 (ファイト)             | 2005년               | 10월 1일             | 군마현 다카사키시 군마현 나카노조정 도쿄도 | 하시베 아쓰코 (橋部 敦子)     | 하시베 아쓰코 (橋部 敦子)     | 모토카리야 유이카           | 기도 유 (木戸 優)                                                   | 18.3%  | 15.3%  |
| 73 | 바람의 하루카 (風のハルカ)    | 2005년 10월 3일      | 2005년 10월 3일      | 오이타현 유후시 오사카부                   | 오모리 미카 (大森 美香)       | 오모리 미카 (大森 美香)       | 무라카와 에리               | 미즈노 하루카 (水野 ハルカ) ↓ 사루마루 하루카 (水野 ハルカ)         | 21.3%  | 17.5%  |
| 73 | 바람의 하루카 (風のハルカ)    | 2006년 4월 1일       | 2006년 4월 1일       | 오이타현 유후시 오사카부                   | 오모리 미카 (大森 美香)       | 오모리 미카 (大森 美香)       | 무라카와 에리               | 미즈노 하루카 (水野 ハルカ) ↓ 사루마루 하루카 (水野 ハルカ)         | 19.0%  | 15.6%  |
| 74 | 순정 반짝 (純情きらり)        | 2006년               | 4월 3일              | 아이치현 오카자키시 도쿄도                 | 쓰시마 유코                   | 아사노 다에코 (浅野 妙子)     | 미야자키 아오이             | 아리모리 사쿠라코 (有森 桜子) ↓ 마쓰이 사쿠라코 (松井 桜子)         | 24.2%  | 19.4%  |
| 74 | 순정 반짝 (純情きらり)        | 2006년               | 9월 30일             | 아이치현 오카자키시 도쿄도                 | 쓰시마 유코                   | 아사노 다에코 (浅野 妙子)     | 미야자키 아오이             | 아리모리 사쿠라코 (有森 桜子) ↓ 마쓰이 사쿠라코 (松井 桜子)         | 19.1%  | 15.9%  |
| 75 | 이모타코난킨 (芋たこなんきん) | 2006년 10월 2일      | 2006년 10월 2일      | 오사카부 오사카시                          | 다나베 세이코 (田辺 聖子)     | 오사가와 지카코 (長川 千佳子) | 후지야마 나오미 (藤山 直美) | 하나오카 마치코 (花岡 町子) ↓ 도쿠나가 마치코 (徳永 町子) <☆, (원)> | 20.3%  | 16.8%  |
| 75 | 이모타코난킨 (芋たこなんきん) | 2007년 3월 31일      | 2007년 3월 31일      | 오사카부 오사카시                          | 다나베 세이코 (田辺 聖子)     | 오사가와 지카코 (長川 千佳子) | 후지야마 나오미 (藤山 直美) | 하나오카 마치코 (花岡 町子) ↓ 도쿠나가 마치코 (徳永 町子) <☆, (원)> | 18.5%  | 15.7%  |
| 76 | 돈도하레 (どんど晴れ)         | 2007년               | 4월 2일              | 이와테현 모리오카시 가나가와현 요코하마시  | 고마쓰 에리코 (小松 江里子)   | 고마쓰 에리코 (小松 江里子)   | 히가 마나미                 | 아사쿠라 나쓰미 (浅倉 夏美) ↓ 가가미 나쓰미 (加賀美 夏美)           | 24.8%  | 19.4%  |
| 76 | 돈도하레 (どんど晴れ)         | 2007년               | 9월 29일             | 이와테현 모리오카시 가나가와현 요코하마시  | 고마쓰 에리코 (小松 江里子)   | 고마쓰 에리코 (小松 江里子)   | 히가 마나미                 | 아사쿠라 나쓰미 (浅倉 夏美) ↓ 가가미 나쓰미 (加賀美 夏美)           | 19.9%  | 15.7%  |
| 77 | 치리토테친 (ちりとてちん)     | 2007년 10월 3일      | 2007년 10월 3일      | 후쿠이현 오바마시 오사카부 오사카시        | 후지모토 유키 (藤本 有紀)     | 후지모토 유키 (藤本 有紀)     | 간지야 시호리               | 와다 기요미 (和田 喜代美) ↓ 아오키 기요미 (青木 喜代美)             | 18.8%  | 15.9%  |
| 77 | 치리토테친 (ちりとてちん)     | 2008년 3월 29일      | 2008년 3월 29일      | 후쿠이현 오바마시 오사카부 오사카시        | 후지모토 유키 (藤本 有紀)     | 후지모토 유키 (藤本 有紀)     | 간지야 시호리               | 와다 기요미 (和田 喜代美) ↓ 아오키 기요미 (青木 喜代美)             | 20.1%  | 17.0%  |
| 78 | 히토미 (瞳)                   | 2008년               | 3월 31일             | 도쿄도 쓰키시마섬                          | 스즈키 사토미 (鈴木 聡)       | 스즈키 사토미 (鈴木 聡)       | 에이쿠라 나나               | 잇본기 히토미 (一本木 瞳)                                           | 18.5%  | 15.2%  |
| 78 | 히토미 (瞳)                   | 2008년               | 9월 27일             | 도쿄도 쓰키시마섬                          | 스즈키 사토미 (鈴木 聡)       | 스즈키 사토미 (鈴木 聡)       | 에이쿠라 나나               | 잇본기 히토미 (一本木 瞳)                                           | 16.8%  | 14.8%  |
| 79 | 단단 (だんだん)               | 2008년 9월 29일      | 2008년 9월 29일      | 시마네현 마쓰에시 교토부 교토시            | 모리와키 교코 (森脇 京子)     | 모리와키 교코 (森脇 京子)     | 미쿠라 마나 (三倉 茉奈)     | 다지마 메구미 (田島 めぐみ) ↓ 이시바시 메구미 (石橋 めぐみ)         | 18.7%  | 16.2%  |
| 79 | 단단 (だんだん)               | 2009년 3월 28일      | 2009년 3월 28일      | 시마네현 마쓰에시 교토부 교토시            | 모리와키 교코 (森脇 京子)     | 모리와키 교코 (森脇 京子)     | 미쿠라 가나 (三倉 佳奈)     | 이치조 노조미 (一条 のぞみ) ↓ 하나무라 노조미 (花村 のぞみ)         | 18.1%  | 15.8%  |
| 80 | 츠바사 (つばさ)               | 2009년               | 3월 30일             | 사이타마현 가와고에시                      | 도다야마 마사시 (戸田山 雅司) | 도다야마 마사시 (戸田山 雅司) | 다베 미카코                 | 아오키 츠바사 (玉木 つばさ)                                         | 17.7%  | 13.8%  |
| 80 | 츠바사 (つばさ)               | 2009년               | 9월 26일             | 사이타마현 가와고에시                      | 도다야마 마사시 (戸田山 雅司) | 도다야마 마사시 (戸田山 雅司) | 다베 미카코                 | 아오키 츠바사 (玉木 つばさ)                                         | 14.6%  | 11.3%  |
| 81 | 웰 카메 (ウェルかめ)          | 2009년 9월 28일      | 2009년 9월 28일      | 도쿠시마현 미나미정                        | 사가라 아쓰코 (相良 敦子)     | 사가라 아쓰코 (相良 敦子)     | 구라시나 가나               | 하마모토 나미 (浜本 波美) ↓ 야마다 나미 (山田 波美)                 | 20.6%  | 13.5%  |
| 81 | 웰 카메 (ウェルかめ)          | 2010년 3월 27일      | 2010년 3월 27일      | 도쿠시마현 미나미정                        | 사가라 아쓰코 (相良 敦子)     | 사가라 아쓰코 (相良 敦子)     | 구라시나 가나               | 하마모토 나미 (浜本 波美) ↓ 야마다 나미 (山田 波美)                 | 18.0%  | 10.8%  |

#### 2010년대 초반
| -  | 제목                         | 방영기간 (첫방/종방) | 방영기간 (첫방/종방) | 극 중 배경                                                                       | 원작                        | 극본                          | 주인공                             | 주인공                                                            | 시청률 | 시청률 |
| -  | 제목                         | 방영기간 (첫방/종방) | 방영기간 (첫방/종방) | 극 중 배경                                                                       | 원작                        | 극본                          | 배우                               | 배역                                                              | 최고   | 평균   |
| -- | ---------------------------- | -------------------- | -------------------- | -------------------------------------------------------------------------------- | --------------------------- | ----------------------------- | ---------------------------------- | ----------------------------------------------------------------- | ------ | ------ |
| 82 | 게게게의 여보 (ゲゲゲの女房) | 2010년               | 3월 29일             | 도쿄 도 조후 시 시마네 현 야스기 시                                              | 무라 누노에 (武良 布枝)     | 야마모토 무쓰미 (山本 むつみ) | 마쓰시타 나오                      | 이다 후미에 (飯田 布美枝) ↓ 무라이 후미에 (村井 布美枝) <☆, (원)> | 23.6%  | 18.6%  |
| 82 | 게게게의 여보 (ゲゲゲの女房) | 2010년               | 9월 25일             | 도쿄 도 조후 시 시마네 현 야스기 시                                              | 무라 누노에 (武良 布枝)     | 야마모토 무쓰미 (山本 むつみ) | 마쓰시타 나오                      | 이다 후미에 (飯田 布美枝) ↓ 무라이 후미에 (村井 布美枝) <☆, (원)> | 20.0%  | 15.9%  |
| 83 | 철판 (てっぱん)              | 2010년 9월 27일      | 2010년 9월 27일      | 오사카 부 오사카 시 히로시마 현 오노미치 시                                      | 데라다 도시오 (寺田 敏雄)   | 데라다 도시오 (寺田 敏雄)     | 다키모토 미오리                    | 무라카미 아카리 (村上 あかり)                                     | 23.6%  | 17.2%  |
| 83 | 철판 (てっぱん)              | 2011년 4월 2일       | 2011년 4월 2일       | 오사카 부 오사카 시 히로시마 현 오노미치 시                                      | 이마이 마사코 (今井 雅子)   | 이마이 마사코 (今井 雅子)     | 다키모토 미오리                    | 무라카미 아카리 (村上 あかり)                                     | 23.6%  | 17.2%  |
| 83 | 철판 (てっぱん)              | 2011년 4월 2일       | 2011년 4월 2일       | 오사카 부 오사카 시 히로시마 현 오노미치 시                                      | 세키 에리카 (関 えり香)     | 세키 에리카 (関 えり香)       | 다키모토 미오리                    | 무라카미 아카리 (村上 あかり)                                     | 19.8%  | 16.2%  |
| 84 | 해님 (おひさま)              | 2011년               | 4월 4일              | 나가노 현 아즈미노 시 나가노 현 마쓰모토 시                                      | 오카다 요시카즈 (岡田 惠和) | 오카다 요시카즈 (岡田 惠和)   | 이노우에 마오 <성년기>             | 스도 요코 (須藤 陽子) ↓ 마루야마 요코 (丸山 陽子)                 | 22.6%  | 18.8%  |
| 84 | 해님 (おひさま)              | 2011년               | 10월 1일             | 나가노 현 아즈미노 시 나가노 현 마쓰모토 시                                      | 오카다 요시카즈 (岡田 惠和) | 오카다 요시카즈 (岡田 惠和)   | 와카오 아야코 <노년기>             | 스도 요코 (須藤 陽子) ↓ 마루야마 요코 (丸山 陽子)                 | 21.3%  | 16.5%  |
| 85 | 카네이션 (カーネーション)    | 2011년 10월 3일      | 2011년 10월 3일      | 오사카 부 기시와다 시                                                            | 와타나베 아야 (渡辺 あや)   | 와타나베 아야 (渡辺 あや)     | 니노미야 아카리 (二宮 星) <소녀기> | 고시노 아야코 (小篠綾子) <☆>                                      | 25.0%  | 19.1%  |
| 85 | 카네이션 (カーネーション)    | 2012년 3월 31일      | 2012년 3월 31일      | 오사카 부 기시와다 시                                                            | 와타나베 아야 (渡辺 あや)   | 와타나베 아야 (渡辺 あや)     | 오노 마치코 <성년기>               | 고시노 아야코 (小篠綾子) <☆>                                      | 25.0%  | 19.1%  |
| 85 | 카네이션 (カーネーション)    | 2012년 3월 31일      | 2012년 3월 31일      | 오사카 부 기시와다 시                                                            | 와타나베 아야 (渡辺 あや)   | 와타나베 아야 (渡辺 あや)     | 나쓰키 마리 <노년기>               | 고시노 아야코 (小篠綾子) <☆>                                      | 22.7%  | 19.6%  |
| 86 | 우메짱선생 (梅ちゃん先生)    | 2012년               | 4월 2일              | 도쿄 도 이와타                                                                   | 오자키 마사야 (尾崎 将也)   | 오자키 마사야 (尾崎 将也)     | 호리키타 마키                      | 시모무라 우메코 (下村 梅子) ↓ 야스오카 우메코 (安岡 梅子)         | 24.9%  | 20.7%  |
| 86 | 우메짱선생 (梅ちゃん先生)    | 2012년               | 9월 29일             | 도쿄 도 이와타                                                                   | 오자키 마사야 (尾崎 将也)   | 오자키 마사야 (尾崎 将也)     | 호리키타 마키                      | 시모무라 우메코 (下村 梅子) ↓ 야스오카 우메코 (安岡 梅子)         | 21.3%  | 18.5%  |
| 87 | 순수한 사랑 (純と愛)         | 2012년 10월 1일      | 2012년 10월 1일      | 오키나와 현 미야코섬 오사카 부 오사카 시                                         | 유카와 가즈히코 (遊川 和彦) | 유카와 가즈히코 (遊川 和彦)   | 나쓰나                             | 가노 준 (狩野 純) ↓ 마치다 준 (待田 純)                           | 20.2%  | 17.1%  |
| 87 | 순수한 사랑 (純と愛)         | 2013년 3월 30일      | 2013년 3월 30일      | 오키나와 현 미야코섬 오사카 부 오사카 시                                         | 유카와 가즈히코 (遊川 和彦) | 유카와 가즈히코 (遊川 和彦)   | 나쓰나                             | 가노 준 (狩野 純) ↓ 마치다 준 (待田 純)                           | 18.4%  | 15.9%  |
| 88 | 아마짱 (あまちゃん)          | 2013년               | 4월 1일              | 이와테 현 구지 시 도쿄 도 우에노 도쿄 도 야나카                                  | 구도 간쿠로                 | 구도 간쿠로                   | 노넨 레나                          | 아마노 아마 (天野アキ)                                            | 27.0%  | 20.6%  |
| 88 | 아마짱 (あまちゃん)          | 2013년               | 9월 28일             | 이와테 현 구지 시 도쿄 도 우에노 도쿄 도 야나카                                  | 구도 간쿠로                 | 구도 간쿠로                   | 노넨 레나                          | 아마노 아마 (天野アキ)                                            | 22.1%  | 16.9%  |
| 89 | 잘 먹었습니다 (ごちそうさん) | 2013년 9월 30일      | 2013년 9월 30일      | 도쿄 도 혼고 오사카 부 오사카 시                                                 | 모리시타 요시코             | 모리시타 요시코               | 안                                 | 우노 메이코 (卯野 め以子) ↓ 니시카도 메이코 (西門 め以子)         | 27.3%  | 22.4%  |
| 89 | 잘 먹었습니다 (ごちそうさん) | 2014년 3월 29일      | 2014년 3월 29일      | 도쿄 도 혼고 오사카 부 오사카 시                                                 | 모리시타 요시코             | 모리시타 요시코               | 안                                 | 우노 메이코 (卯野 め以子) ↓ 니시카도 메이코 (西門 め以子)         | 24.6%  | 21.8%  |
| 90 | 하나코와 앤 (花子とアン)     | 2013년               | 3월 31일             | 야마나시 현 고후 시 도쿄 도 오타 구                                              | 무라오카 에리 (村岡 恵理)   | 나카조노 미호 (中園 ミホ)     | 요시타카 유리코                    | 안도 하나 (安東 はな) ↓ 무라오카 하나코 (村岡 花子) <☆>           | 25.9%  | 22.6%  |
| 90 | 하나코와 앤 (花子とアン)     | 2013년               | 9월 27일             | 야마나시 현 고후 시 도쿄 도 오타 구                                              | 무라오카 에리 (村岡 恵理)   | 나카조노 미호 (中園 ミホ)     | 요시타카 유리코                    | 안도 하나 (安東 はな) ↓ 무라오카 하나코 (村岡 花子) <☆>           | 25.0%  | 21.6%  |
| 91 | 맛상 (マッサン)              | 2014년 9월 29일      | 2014년 9월 29일      | 영국 스코틀랜드 히로시마 현 다케하라 시 오사카 부 스미요시 구 홋카이도 요이치 정 | 하바라 다이스케 (羽原 大介) | 하바라 다이스케 (羽原 大介)   | 다마야마 데쓰지                    | 가메야마 마사하루 (亀山 政春) <☆>                                 | 25.0%  | 21.1%  |
| 91 | 맛상 (マッサン)              | 2015년 3월 28일      | 2015년 3월 28일      | 영국 스코틀랜드 히로시마 현 다케하라 시 오사카 부 스미요시 구 홋카이도 요이치 정 | 하바라 다이스케 (羽原 大介) | 하바라 다이스케 (羽原 大介)   | 샬럿 케이트 폭스                   | 가메야마 에리 (亀山 エリー) <☆>                                   | 26.2%  | 22.2%  |

#### 2010년대 후반
|     | 제목                            | 방송기간                          | 주연                      | 배역                                               | 최고 시청률               | 평균 시청률               |
| --- | ------------------------------- | --------------------------------- | ------------------------- | -------------------------------------------------- | ------------------------- | ------------------------- |
| 92  | 《마레》(まれ)                  | 2015년 3월 30일 ~ 2015년 9월 26일 | 츠치야 타오(土屋 太鳳)    | 츠무라 마레(津村 希) ↓ 콘타니 마레(紺谷 希)        | 22.7%(간토) 22.4%(간사이) | 19.4%(간토) 18.6%(간사이) |
| 93  | 《아침이 온다》(あさが来た)     | 2015년 9월 28일 ~ 2016년 4월 2일  | 하루(波瑠)                | 이마이 아사(今井あさ) ↓ 시라오카 아사코(白岡 浅子) |                           | 23.5%(간토)               |
| 94  | 《아빠 언니》(とと姉ちゃん)     | 2016년 4월 4일 ~ 2016년 10월 1일  | 타카하타 미츠키(高畑充希) | 코하시 츠네코(小橋常子)                            |                           | 22.8%(간토)               |
| 95  | 《벳핀상》(べっぴんさん)        | 2016년 10월 3일 ~ 2017년 4월 1일  | 요시네 쿄코(芳根京子)     | 반도 스미레(坂東すみれ)                            |                           | 20.3%(간토)               |
| 96  | 《병아리》(ひよっこ)            | 2017년 4월 3일 ~ 2017년 9월 30일  | 아리무라 카스미(有村架純) | 야타베 미네코(谷田部みね子)                        |                           | 20.4%(간토)               |
| 97  | 《와로텐카》(わろてんか)        | 2017년 10월 2일 ~ 2018년 3월 31일 | 아오이 와카나(葵わかな)   | 후지오카 텐(藤岡てん)                              |                           |                           |
| 98  | 《절반, 푸르다.》(半分、青い。) | 2018년 4월 2일 ~ 2018년 9월 29일  | 나가노 메이(永野芽郁)     | 니레노 스즈메(楡野鈴愛)                            |                           |                           |
| 99  | 《만복》(まんぷく)              | 2018년 10월 1일 ~ 2019년 3월 30일 | 안도 사쿠라(安藤サクラ)   | 타치바나 후쿠코(立花福子)                          |                           |                           |
| 100 | 《나츠조라》(なつぞら)          | 2019년 4월 1일 ~ 2019년 9월 28일  | 히로세 스즈(広瀬すず)     | 오쿠하라 나츠(奥原なつ)                            |                           |                           |
| 101 | 《스칼릿》(スカーレット)        | 2019년 9월 30일 ~ 2020년 3월 28일 | 토다 에리카(戸田恵梨香)   | 카와하라 키미코(川原喜美子)                        |                           |                           |

#### 2020년대 초반
|     | 제목                   | 방송기간                                    | 주연                                                | 배역                                              | 최고 시청률 | 평균 시청률 |
| --- | ---------------------- | ------------------------------------------- | --------------------------------------------------- | ------------------------------------------------- | ----------- | ----------- |
| 102 | 《옐》(エール)         | 2020년 3월 30일 ~ 2020년 9월 25일 (진행 중) | 쿠보타 마사타카(窪田正孝) 니카이도 후미(二階堂ふみ) | 후루야마 유우이치(古山裕一) 세키우치 오토(関内音) |             |             |
| 103 | 《오초양》(おちょやん) | 2020년 9월 28일 ~ 2021년 3월 26일 (예정)    | 스기사키 하나(杉咲花)                               | 타케이 치요(竹井千代)                             |             |             |